# 202778 Dmytria
202778 Dmytria è un asteroide della fascia principale. Scoperto nel 2007, presenta un'orbita caratterizzata da un semiasse maggiore pari a 3,0311061 UA e da un'eccentricità di 0,1218792, inclinata di 9,56527° rispetto all'eclittica.